# Elio Giorgi
Elio Giorgi (Lucca, 29 gennaio 1931 – Lucca, 15 gennaio 2017) è stato un calciatore italiano, di ruolo attaccante.

## Carriera
Giocò per una stagione in Serie A nella Lucchese.